# Menires da Casa do Francês
Os Menires da Casa do Francês são um conjunto de seis menires, situado no concelho de Vila do Bispo, na região do Algarve, em Portugal.

## Descrição e história
Este monumento consiste num grupo de seis menires de forma subcilíndrica, esculpidos em calcário da região, e que terão sido instalados durante o período Neo-Calcolítico. Num dos menires destaca-se a presença de uma glande fálica, e de um cordão a meia altura. Estão situados a cerca de dois quilómetros de distância da Vila do Bispo, no sentido Sudoeste, nas imediações da Estrada Nacional 268, e a cerca de 100 m do conjunto dos Menires da Pedra Escorregadia. Na zona foi igualmente descoberta uma laje ornada com covinhas, conhecida como Monte do Francês, que deverá remontar à época Calcolítica.
Os menires da Casa do Francês estão integrados num agrupamento de monumentos pré-históricos, conhecido como Conjunto de menires de Vila do Bispo, que também inclui as estruturas da Pedra Escorregadia, Amantes I, Amantes II e Cerro do Camacho.
Em Setembro de 2010, a Directora Regional de Cultura do Algarve, Dália Paulo, declarou que tinha intenção de concluir os processos de classificação para os vários imóveis da região que já tinham sido homologados como de Interesse Público ou nacional, faltando apenas o parecer final do Instituto de Gestão do Património Arquitectónico e Arqueológico, e a sua publicação em Diário da República. Entre os vários monumentos que iriam beneficiar da classificação definitiva estava incluído o Conjunto de menires de Vila do Bispo, medida que foi bem recebida pelo autarca de Vila do Bispo, Adelino Soares, que anunciou a intenção de criar um roteiro turístico temático do megalitismo, caso fossem melhorados os acessos.

## Leitura recomendada
- VICENTE, Eduardo Prescott; MARTINS, Adolfo António da Silveira (1979). «Menires de Portugal». Ethnos (8). Lisboa. p. 107-138